# RAV Hollands Midden
De Regionale Ambulance Voorziening (RAV) Hollands Midden (tot 2012 genaamd RAD Hollands Midden) is een onderdeel van de Regionale Dienst Openbare Gezondheidszorg (RDOG) Hollands Midden en verantwoordelijk voor het uitvoeren van ambulancezorg in de Veiligheidsregio Hollands Midden ingevolge de Tijdelijke wet ambulancezorg (Twaz), die van 1 januari 2013 tot en met 1 januari 2018 de ambulancezorg regelt.
De hoofdvestiging van de RAV Hollands Midden zit sinds 11 april 2013 in een nieuwgebouwd onderkomen aan de Vondellaan te Leiden, waar nu ook het Nationaal Ambulance- en Eerste Hulpmuseum is ondergebracht.

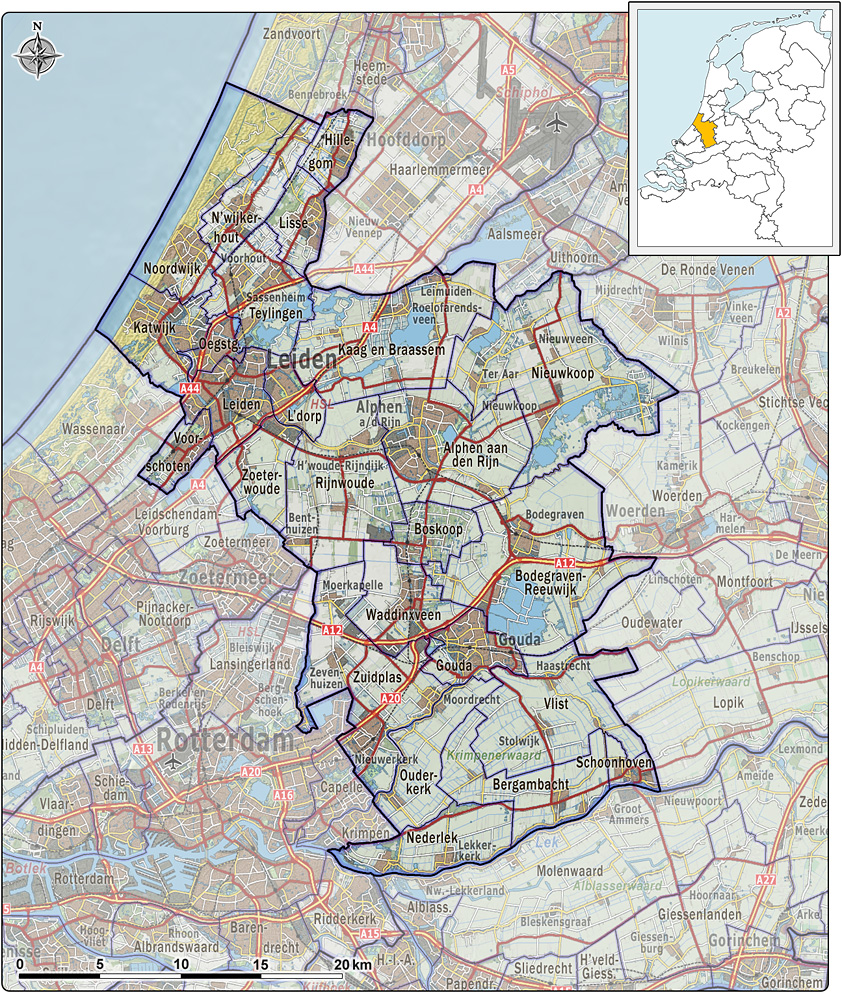
Veiligheidsregio Hollands Midden
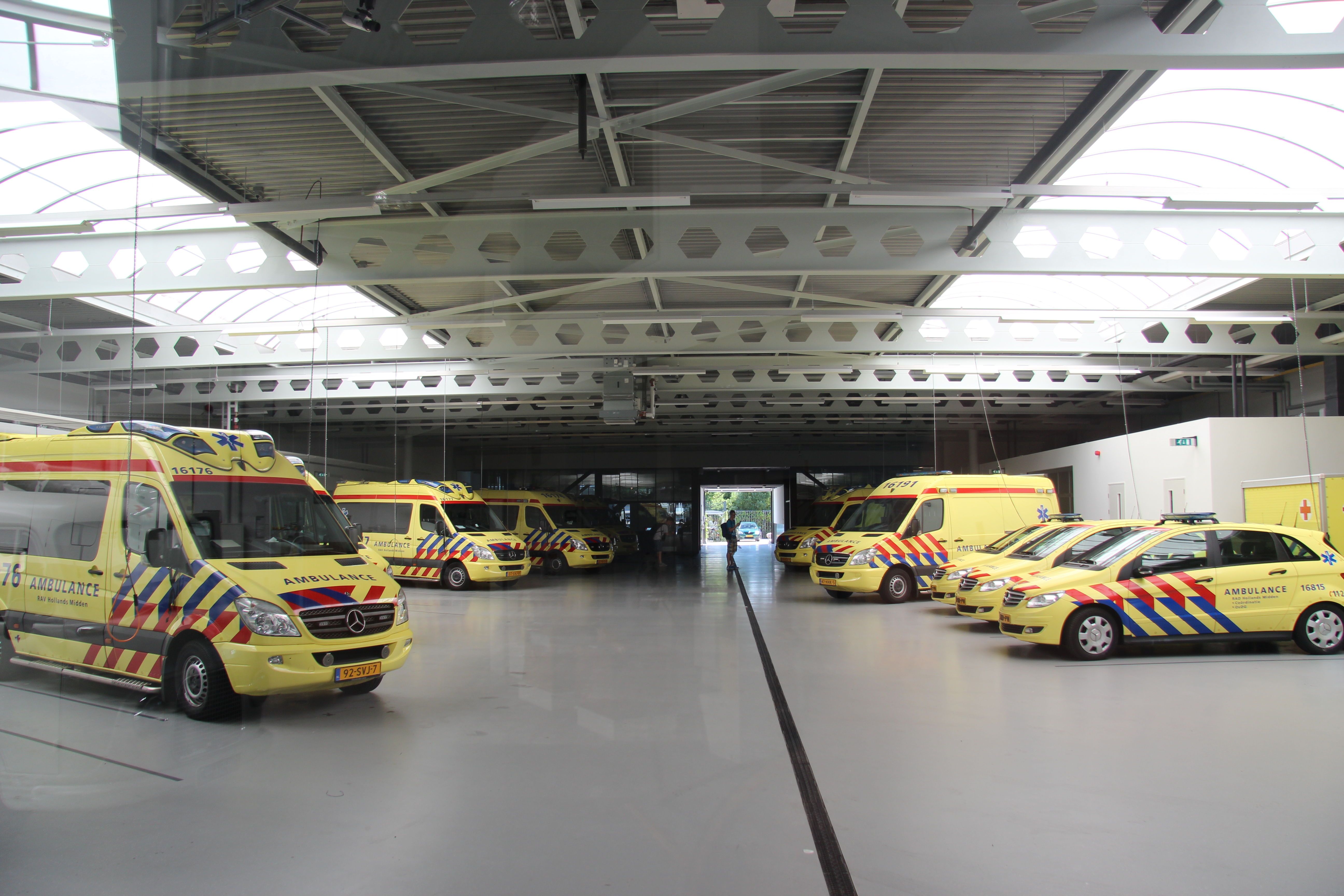
De uitrukhal in Leiden
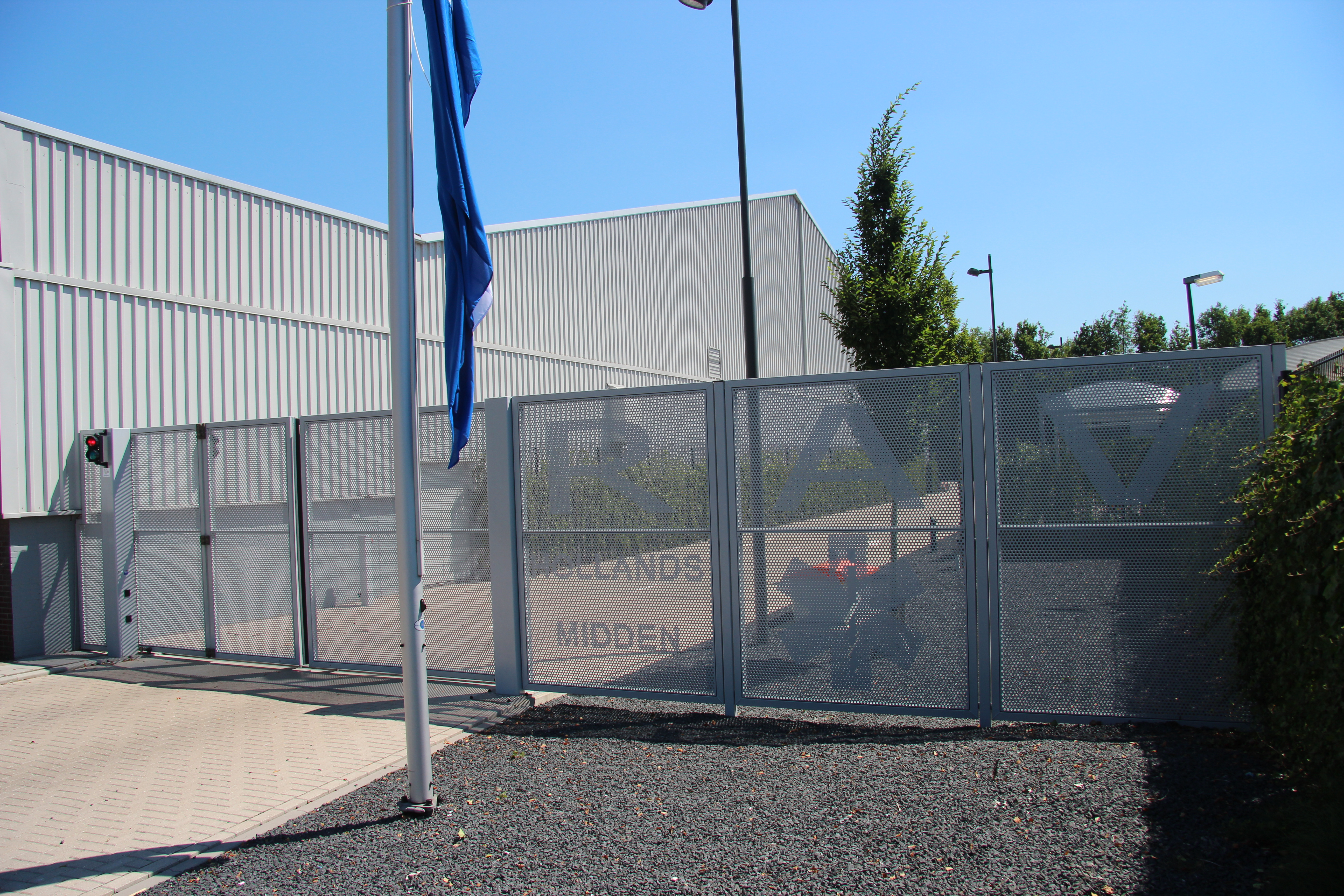
De poort van de hoofdvestiging in Leiden

## Standplaatsen
De standplaatsen van de ambulances in de regio Hollands Midden zijn:
- Alphen
- Gouda
- Hillegom
- Leiden
- Leiderdorp
- Moordrecht
- Nederlek
- Nieuwveen
- Noordwijk

## Personeel
De RAV Hollands Midden heeft 220 medewerkers, waarvan 170 ambulancemedewerkers (50/50 chauffeurs en verpleegkundigen), 25 meldkamercentralisten en 25 medewerkers in staf en ondersteuning.